# Высокое (Алтайский край)
Высокое — упразднённое село в Табунском районе Алтайского края. Точная дата ликвидации не установлена.

## География
Село располагалось в 6 км к северо-востоку от села Камышенка.

## История
Основано в 1909 году, немцами переселенцами из Причерноморья. До 1917 года лютеранско-католическое село Славгородской волости Барнаульского уезда Томской губернии. Лютеранский приход Томск-Барнаул. Упразднёно после 1966 г.

## Население[1]
| год     | 1926 |
| ------- | ---- |
| человек | 286  |